# South Naknek
South Naknek (Qinuyang in Yupik centrale) è un CDP degli Stati Uniti d'America, situato nello Stato dell'Alaska e in particolare nel Borough di Bristol Bay.